# Sala Pod Planetami na Wawelu

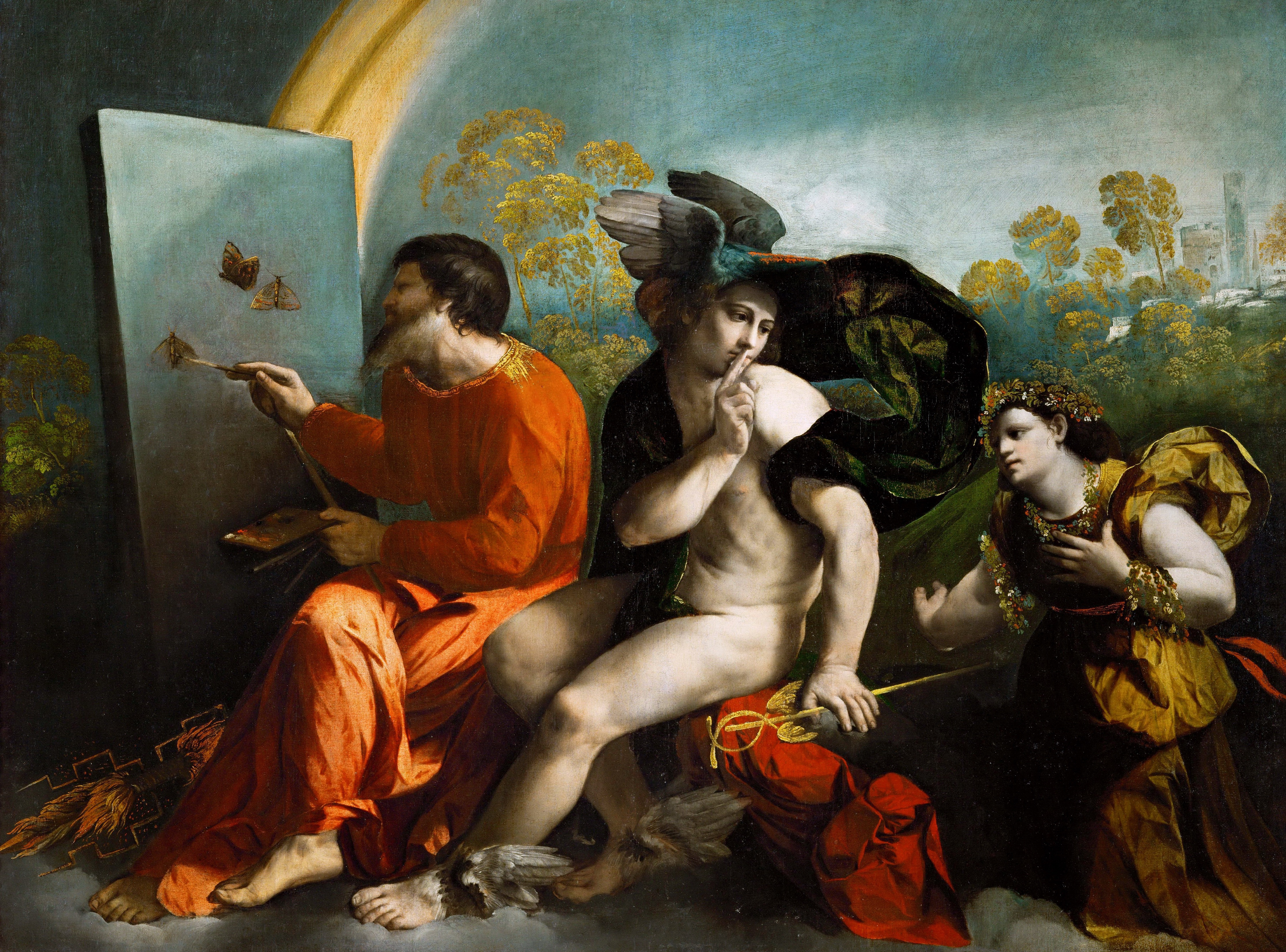
Dosso Dossi, Jowisz, Merkury i Cnota (1524), obraz eksponowany w Sali Pod Planetami

Sala Pod Planetami – jedna z sal Zamku Królewskiego na Wawelu, wchodząca obecnie w skład ekspozycji Reprezentacyjne Komnaty Królewskie na Wawelu.
Nazwa sali pochodzi od fryzu autorstwa Leonarda Pękalskiego z 1929, przedstawiającego personifikacje planet. Tematyka fryzu nawiązuje do wcześniejszych, niezachowanych malowideł z XVI wieku. W sali znajduje się renesansowe wyposażenie, m.in. arras Bóg błogosławi rodzinie Noego z XVI wieku, obrazy włoskie (m.in. Jowisz, Merkury i Cnota Dossa Dossiego z 1524), meble i wazy majolikowe.